# E848 (trasa europejska)
E848 – trasa europejska biegnąca przez Włochy. Zaliczana do tras kategorii B droga łączy Lamezia Terme z Catanzaro.

## Przebieg trasy
- Lamezia Terme E45
- Catanzaro E90